# Гадалка (картина Базиля)
«Гадалка» (фр. La tireuse de cartes) — картина в стиле раннего импрессионизма французского художника Жана-Фредерика Базиля, на которой изображена женщина за столом, с разложенными перед ней игральными картами. Полотно написано в 1869 году и представляет собой живопись маслом на холсте размером 61×46 см. В настоящее время хранится в частном собрании.

## История
Картина была написана в студии. Модель, позировавшая для картины Базилю, в 1867 году позировала для картины «Диана-охотница» (фр. Diane chasseresse) его друга и коллеги Пьера-Огюста Ренуара, а в 1868 году для картины самого художника «Молодая женщина с опущенными глазами» (фр. Jeune fille aux yeux baissés). При жизни автора картина не выставлялась. Полотно экспонировалось на выставках в Париже в 1935 году и Монпелье в 1927 и 1941 годах.

## Описание
На поясном портрете изображена молодая женщина в коричневом платье, сидящая за чёрным столом с опущенным вниз взглядом. Она смотрит на игральные карты, которые лежат перед ней на столе. Одной рукой женщина поддерживает голову, пальцами другой касается карт. Создаётся впечатление, будто она пытается по ним «прочитать» своё будущее. Яркие игральные карты контрастируют с общим серым фоном картины. По мнению некоторых исследователей при создании полотна Базиль вдохновлялся портретной живописью коллеги Поля Сезана. Сам автор в 1870 году изобразил эту картину на другом своём полотне «Мастерская художника на улице Кондамин».

## Провенанс
После создания, картина принадлежала родственникам автора в Монпелье. Она находилась в собственности племянницы художника, мадемуазель Жюли-Франсуаз Менье де Салинель. В настоящее время хранится в частном собрании Менье де Салинель.